# Léon Deladerrière
Léon Deladerrière (* 26. Juni 1927 in Annœullin, Département Nord; † 13. März 2013 in Rixheim, Département Haut-Rhin) war ein  französischer Fußballspieler und -trainer.

## Vereinskarriere
Der im nordfranzösischen Bergbaurevier zwischen Lille und Lens aufgewachsene Léon Deladerrière wurde bald nach Kriegsende vom Erstdivisionär FC Nancy verpflichtet. Für die Elf aus Lothringen kam er erstmals in der Saison 1947/48 zu einem Einsatz in Frankreichs höchster Spielklasse. Der nur 1,65 m große, darum „P'tit Léon“ genannte Linksaußen war wendig, dribbelstark, schlitzohrig, ein guter Flankengeber und zugleich selbst torgefährlich. Ab der Saison 1950/51 besaß er in dem jungen, gleichfalls schmächtigen Halblinken Roger Piantoni einen kongenialen Sturmpartner, mit dem er sich nahezu blind verstand und auch privat viel Zeit verbrachte. In dieser Spielzeit erzielte Nancys linker Flügel – liebevoll-spöttisch auch als „attaque de poche“ („Westentaschenangriff“) bezeichnet – alleine 43 der insgesamt 66 Punktspieltreffer der Mannschaft, 28 davon Piantoni und 15 Deladerrière; in der Liste der Ligatorjäger schloss das Duo auf den Rängen 1 bzw. 10 ab. Auch in der folgenden Saison gelangen „P'tit Léon“ 17 Tore (8. Platz unter den Stürmern der Division 1).
Aber obwohl der FC Nancy in den 1950er Jahren mit Jacques Favre, Kurt Clemens, Jean Hédiart oder Jean Templin eine Reihe weiterer renommierter Spieler in seinen Reihen hatte, langte es in der Meisterschaft fast durchgehend nur zu einem zweistelligen Platz in der Abschlusstabelle. Deladerrières beste Platzierung während seiner zwölf Jahre beim FCN war ein achter Rang 1952/53. In der Saison 1957/58 blieb er dem Verein treu, als dieser für ein Jahr in der Division 2 antreten musste, während Piantoni zum seinerzeitigen französischen „Superclub“ Stade Reims wechselte. Erfolgreicher war die Elf im französischen Pokal: 1948, 1951 und 1956 erreichte Deladerrière mit ihr jeweils das Halbfinale, und 1953 stand er sogar im Endspiel. Doch ausgerechnet in dieser Partie „konnte das Duo der Kleinen die Erwartungen nicht erfüllen“: Nancy unterlag dem OSC Lille mit 1:2.
Als der FC Nancy 1959 erneut abstieg, verkaufte der finanziell angeschlagene Verein seinen Linksaußen an den FC Toulouse. Gleich in seiner ersten Saison dort erreichte er mit den Südfranzosen den fünften Rang, seine beste Platzierung in der Division 1 überhaupt. Mit dem Abstieg hatte er, der inzwischen weniger Torschütze als -vorbereiter für die Stürmerkollegen Schultz und Khennane war, bei Toulouse bis 1963 nie etwas zu tun, mit der Entscheidung um den Meistertitel oder einem Pokalgewinn allerdings auch nicht. 1963 wechselte Deladerrière zu LB Châteauroux in die höchste Amateurliga, bis 1964 als Spieler, anschließend als Spielertrainer.

### Stationen
- Football Club de Nancy (1947–1959, davon 1957/58 in D2)
- Toulouse Football Club (1959–1963)
- La Berrichonne Châteauroux (1963/64, in der CFA)

## In der Nationalmannschaft
Zwischen April 1952 und Dezember 1958 bestritt Léon Deladerrière elf A-Länderspiele für Frankreich, in denen er drei Treffer erzielte. Darunter war auch ein Tor beim 2:2 gegen Deutschland im Oktober 1958; gegen die Westdeutschen war er schon beim ersten Aufeinandertreffen nach dem Krieg (3:1-Sieg im Oktober 1952) zum Einsatz gekommen. Sein Debüt (3:0 gegen Portugal) war äußerst vielversprechend: er gab die Torvorlagen zu allen drei Treffern der Bleus.
Außerdem wurde er in einem inoffiziellen Länderspiel, dem Watersnoodwedstrijd gegen eine Auswahl niederländischer Berufsfußballer am 12. März 1953, eingesetzt.
Nach seinem sechsten Länderspiel im April 1954 folgte eine mehr als vierjährige Pause im Nationaldress, unterbrochen nur durch eine einzige Partie, das 3:1 über Österreich im März 1956. Ab Oktober 1958 – erneut gegen Österreich, erneut ein Sieg (2:1 in Wien), wobei Deladerrière die vorübergehende Führung des Gastgebers egalisierte – kam er noch zu weiteren vier Einsätzen, in denen er zweimal auf Rechtsaußen und einmal auf Halblinks aufgestellt wurde. Sein Problem lag darin, dass nahezu während seiner gesamten Karriere auf der Linksaußenposition Jean Vincent (Lille, später Reims) bei Nationaltrainer Batteux „gesetzt“ war; dies führte dazu, dass Deladerrière weder 1954 noch 1958 im französischen WM-Aufgebot Berücksichtigung fand.

## Palmarès
- Französischer Pokalfinalist 1953
- 11 A-Länderspiele (3 Treffer) für Frankreich
- mindestens 371 Spiele und 106 Tore in der Division 1, davon 313/96 für Nancy, 58/10 für Toulouse[11]

## Leben nach der Spielerkarriere
Von 1964 bis 1967 arbeitete Deladerrière als Spielertrainer bei LB Châteauroux; diesen Verein führte er 1966 zur Meisterschaft in der Groupe Centre der Amateurliga CFA. Anschließend war er bis Dezember 1972 in gleicher Funktion beim FC Mulhouse tätig, mit dem er 1969 – als mittlerweile 41-jähriger Spieler – das Pokal-Viertelfinale erreichte, wo seine Elf sich erst dem späteren Finalisten Girondins Bordeaux mit 0:1 und 0:2 geschlagen geben musste. Hauptberuflich arbeitete er bis zum Erreichen der Altersrente in Mülhausen als Notariatssekretär.